# Twinkle little star
twinkle little star（トゥインクル・リトル・スター）は、後藤沙緒里の4枚目のミニアルバム。KONAMIより2008年9月24日に発売。

## 概要
2007年9月の1stシングル『True Blue』以来、およそ1年ぶりとなる個人名義の作品。
アルバムとしては、『Bitter Sweet』から約1年半ぶり、ミニアルバムとしては前作『オリヒメ』から約2年ぶりとなる。
シングル『True Blue』から「True Blue」「真夜中の小鳥」の2曲を収録。この他、後藤自身が作詞を手掛けた「あなたのとなり」、KONAMI STATION配信WEBラジオ『ときメモ!ラジオ ゆめぎの高校放送室』のエンディングテーマ「5th dimension love」などを含めた全6曲を収録。

## 収録曲
1. twinkle little star（4:15）
作詞：丹下桜、作曲・編曲：高木洋
2. 5th dimension love（4:35）
作詞：丹下桜、作曲：前澤ヒデノリ、編曲：鴇沢直
  - WEBラジオ『ときメモ!ラジオ ゆめぎの高校放送室』エンディングテーマ
3. ウール100％（4:57）
作詞：丹下桜、作曲・編曲：鴇沢直
4. True Blue（3:55）
作詞：藤林聖子、作曲・編曲：高木洋
  - 1stシングル
5. あなたのとなり（4:26）
作詞：後藤沙緒里、作曲：前澤ヒデノリ、編曲：鴇沢直
6. 真夜中の小鳥（4:33）
  - 作詞：藤林聖子、作曲・編曲：高木洋

  - 1stシングル『True Blue』カップリング曲